# マイケル・アプテッド
マイケル・アプテッド（Michael Apted、1941年2月10日 -  2021年1月7日）は、イングランド・アリスバーリー出身の映画監督である。

## 略歴
ケンブリッジ大学で歴史と法律を学び、グラナダ・テレビで調査員として働き出したことがきっかけで、テレビ番組を監督するようになった。
1973年に『The Triple Echo』で映画監督としてデビューし、4作目の『アガサ 愛の失踪事件』（79年）で認められてハリウッドに招かれる。5作目の『歌え!ロレッタ愛のために』（80年）でシシー・スペイセクにアカデミー主演女優賞をもたらし、大成功を収める。
ドキュメンタリー作家としても名高く、14人の子供を7歳の時から7年ごとにフィルムに収めた『UPシリーズ』 が有名。2012年5月放映 の『56 UP』の制作時点で実に子供達が56歳になった所まで追いかけている。
2021年1月7日に死去。79歳没。

## 主な監督作品
- アガサ 愛の失踪事件 Agatha（1979）
- 歌え!ロレッタ愛のために Coal Miner's Daughter（1980）
- Oh!ベルーシ絶体絶命　Continenntal Divide（1981）
- 初恋キッパーバン　Kipperbang（1982）
- ゴーリキー・パーク Gorky Park（1983）劇場未公開
- 家族の絆　Firstborn（1984）
- スティング/ブルー・タートルの夢　Bring On the Night（1985）
- S・O・Sドクター・ノーグッド!　Critical Condition（1987）劇場未公開[4]
- 愛は霧のかなたに Gorillas in the Mist: The Story of Dian Fossey（1988）
- 訴訟 Class Action（1991）
- サンダーハート Thunderheart（1992）劇場未公開
- 瞳が忘れない/ブリンク Blink（1994）
- ネル Nell（1994）
- ボディ・バンク Extreme Measures（1996）
- 007 ワールド・イズ・ノット・イナフ The World Is Not Enough（1999）
- エニグマ Enigma（2001）
- イナフ Enough（2002）
- アメイジング・グレイス Amazing Grace（2006）
- ナルニア国物語/第3章:アスラン王と魔法の島 The Chronicles of Narnia: The Voyage of the Dawn Treader（2010）
- マーヴェリックス/波に魅せられた男たち Chasing Mavericks（2012）
- アンロック/陰謀のコード Unlocked (2017)